# Рыбный соус

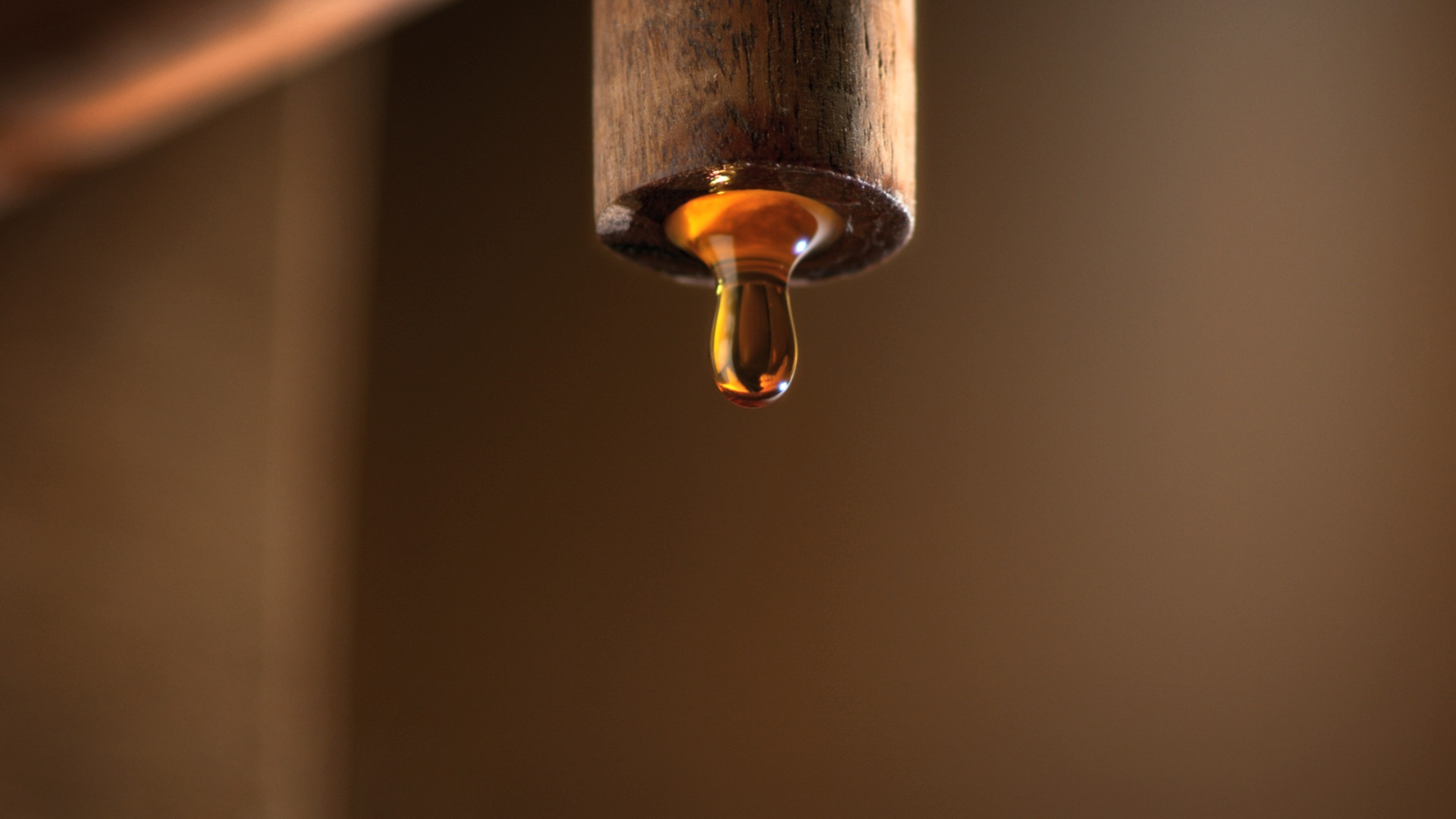
Рыбный соус

Ры́бный со́ус (соус из рыбы) — соус, получаемый из мелкой рыбы (обычно анчоусов), которая была подвержена процессу ферментации в маринаде с добавлением соли. Обладает специфическим запахом и имеет сильный солёный вкус. Рыбный соус используется во множестве кухонь Юго-Восточной Азии, филиппинской, вьетнамской, в тайской кухне используется точно так же, как соевый соус в китайских блюдах. В южном Китае рыбным соусом заправляют супы и запеканки.
Рыбный соус имеет вкус умами из-за того, что в нём содержится глутамат натрия.

## Разновидности
- Соусы из сырой рыбы;
- Соусы из сушёной рыбы;
- Соусы из рыбы одного вида;
- Соусы из рыбы нескольких видов;
- Соусы из морепродуктов;
- Соусы из цельной рыбы;
- Соусы из рыбьей крови;
- Соусы из внутренностей;
- Соусы из рыбы без приправ;
- Соусы с приправами и травами;
- Соусы недолгой ферментации;
- Соусы глубокой ферментации.

### Восточная и Юго-Восточная Азия

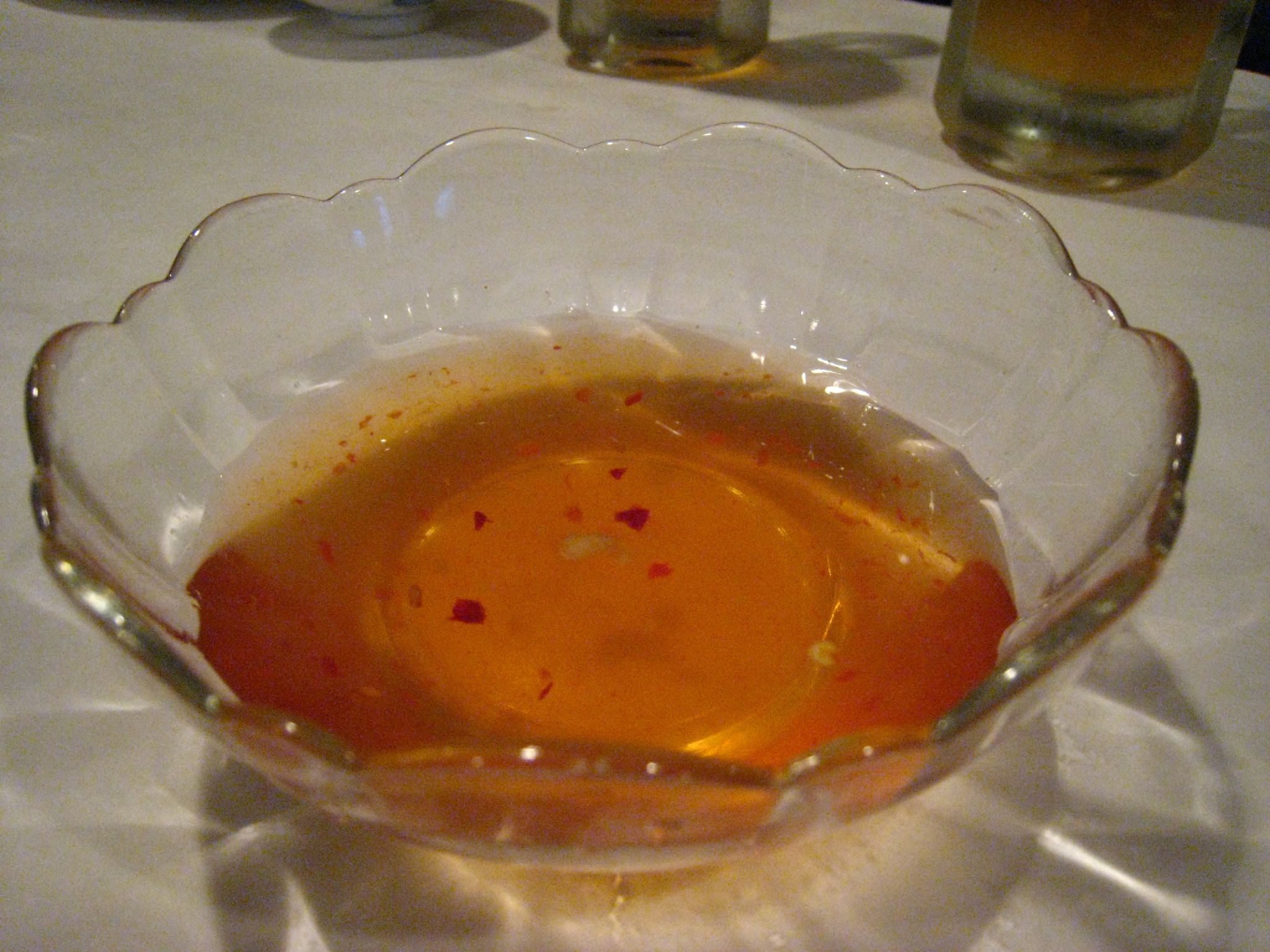
Вьетнамский рыбный соус

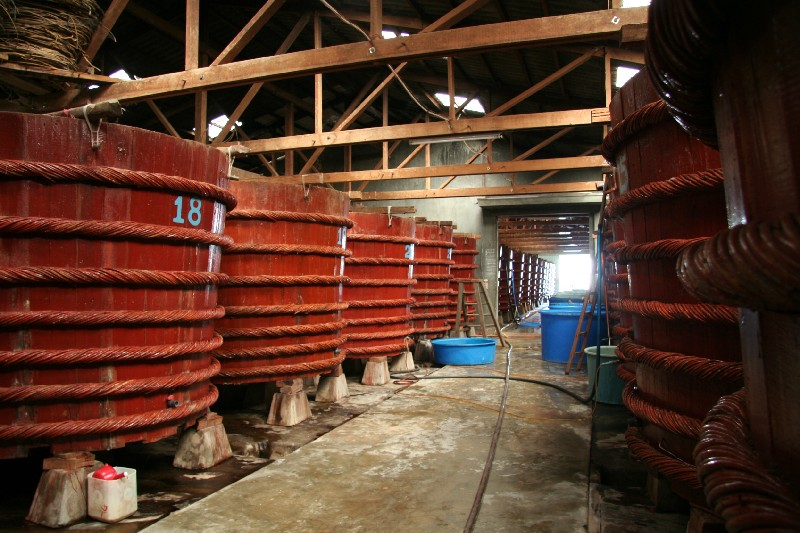
Фабрика по производству фукуокского соуса (Вьетнам)

#### Китай
Первые упоминания использования соуса на территории Китая из ферментированной рыбы относятся как минимум к третьему веку до нашей эры (эпоха Чжоу). В это время рецептура включала в себя (наряду с солью) как рыбу, так и соевые бобы; разделение на соевые и рыбные соусы произошло позже, во времена Империи Хань.
Жители Фуцзяни и Чаошаня называют рыбный соус юйлу (кит. трад. 魚露, упр. 鱼露, пиньинь yúlù), в провинции Гуандун распространено название сяю (кит. трад. 蝦油, упр. 虾油, пиньинь xiāyóu).

#### Юго-Восточная Азия
В Юго-Восточной Азии рыбный соус часто делают из анчоусов, у него довольно резкий вкус, поэтому соус разбавляют при употреблении. Анчоусы с солью закладываются в деревянные коробки, где ферментируются и выпускают солёную жидкость. В этом регионе рыбный соус обычно используется в качестве ингредиента при приготовлении блюд, но сладкие и кислые разновидности употребляют, окуная в них кусочки еды (характерный пример — вьетнамский ныоктям). В Таиланде смесь рыбного соуса с соком лайма и нарезанным красным перцем выставляется на стол для макания; её называют прик нам пла.
Вьетнамская разновидность называется ныокмам (вьет. nước mắm, тьы-ном 渃𩻐). Известные районы производства — Фукуок и Фантхьет. Ныоктям (вьет. nước chấm, тьы-ном 渃㴨) — популярная вьетнамская жидкая приправа на основе рыбного соуса.
Тайский рыбный соус называется нампла (тайск. น้ำปลา), мьянманский — нганпьайи (бирм. ငံပြာရည်). В лаосском и исанском языках он носит название нампа (лаос. ນ້ ຳ ປາ [nam pa:]), а более острая и плотная разновидность — падэк (лаос. ປາແດກ). В Камбодже рыбный соус называют тыктрэй (кхмер. ទឹកត្រី), на его основе создают другие соусы.
Индонезийская полужидкая паста тераси (индон. terasi), камбоджийские тик трой (кхмер. ទឹកត្រី [tɨk trəy]) и прахок и малайский соус сос икан (малайск. sos ikan) из ферментированного криля белачан — популярные национальные блюда, родственные рыбному соусу. В Индонезии также используется и классическая версия рыбного соуса — кечап икан (индон. kecap ikan).
Аналогичный филиппинский соус называется патис (таг. patis), это побочный продукт изготовления багуонга. Патис всегда проходит кулинарную обработку, даже если им приправляют салаты из сырых овощей. Популярное блюдо с патисом — каша аррос кальдо (исп. arroz caldo), а также жареная рыба. На столе патис часто заменяет поваренную соль.

#### Корея
В Корее рыбный соус называется экчот (кор. 액젓?, 魚醤?) или чоткаль (кор. 젓갈?, 液-?), он является одним из главных составляющих кимчхи. Корейский соус готовят из анчоусов или японского волосозуба. Второй дороже и подаётся к более дорогой пэчу кимчхи. Также соус готовят и из креветок.

#### Япония

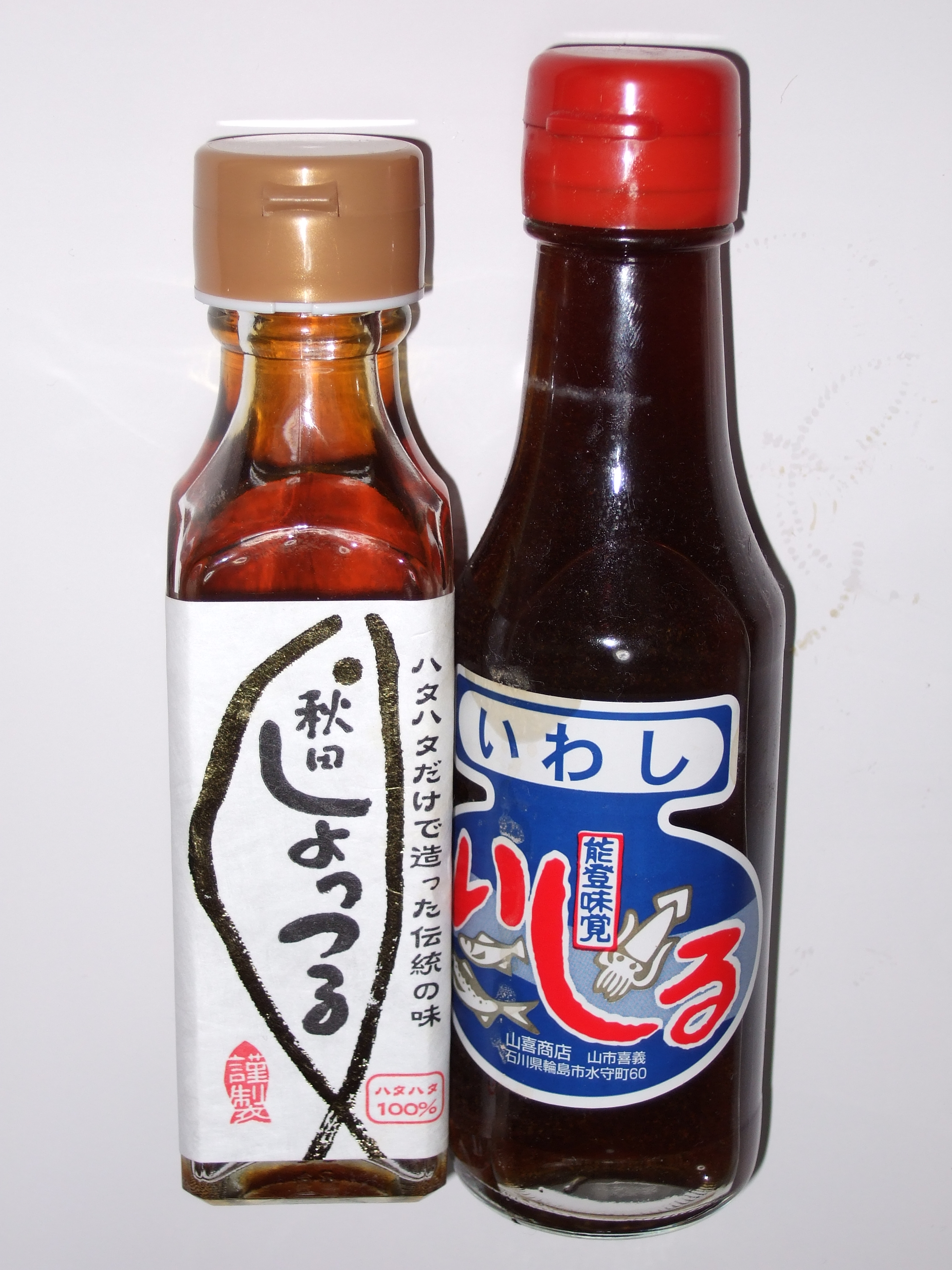
Сётцуру и исиру

В Японии соус называется гёсё (яп. 魚醤 гёсё:) и относится к региональной кухне. Исиру (полуостров Ното) готовится из сардин и кальмаров. Сётцуру (Акита) готовят из японского волосозуба. Иканаго сёю (Кагава) — из северной песчанки. Они также используются при приготовлении набэмоно.

### Запад

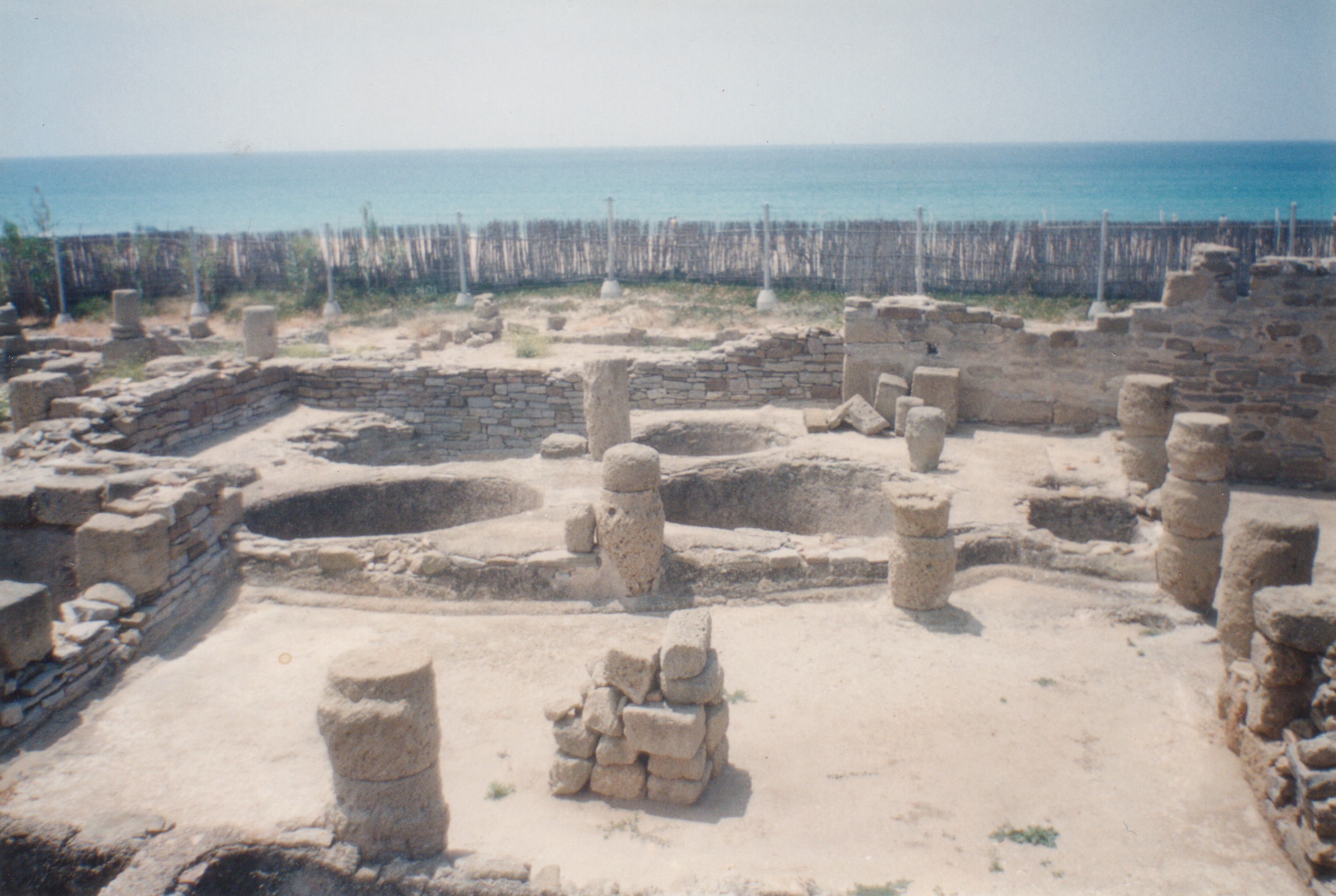
Руины римской фабрики по производству гарума

Рыбный соус был придуман древними греками около IV—III века до нашей эры. Он был менее солёным, чем современный рыбный соус, изготавливаемый в Азии.
Аналогичные соусы использовались в римской кухне; наиболее известный — гарум, который пользовался чрезвычайной популярностью на протяжении столетий. Гарум готовили из тунца, макрели, угря и анчоусов. Имелись разновидности с вином, мёдом и уксусом. Соусом была знаменита провинция Бетика (уроженец Кордовы, знаменитый римский философ Сенека, отзывался о гаруме иронически, называя его «драгоценной сукровицей протухших рыб»).

#### Великобритания
Вустерширский, или вустерский, соус (англ. Worcestershire sauce, по названию английского графства Вустершир) — кисло-сладкий, слегка пикантный ферментированный английский соус, приготавливаемый на основе уксуса, сахара и рыбы. В международной кулинарной практике название соуса из Великобритании произносится как «вустер» или «ворчестер». Ворчестер — важнейший компонент коктейлей «Цезарь», «Кровавая Мэри» и «Устрица прерии», а также многих классических и современных блюд как британской, так и других кухонь мира.

#### Италия
Колатура ди аличи (итал. Colatura di alici) — итальянский рыбный соус, приготавливаемый из анчоусов в маленькой рыбацкой деревне Четара провинции Салерно области Кампания. Соус представляет собой слабосолёную прозрачную жидкость янтарного цвета, получаемую путём брожения солёных анчоусов в терциньи (итал. terzigni), маленьких бочонках из-под маринованных каштанов. Рыбу, используемую для изготовления соуса, вылавливают у побережья Амальфи строго в период с 25 марта (Благовещение) по 22 июля (Праздник Марии Магдалины).